# Densité spectrale de bruit
Pour les articles homonymes, voir Densité (homonymie).
En télécommunications et en électronique, la densité spectrale de bruit se définit comme la densité de bruit présente dans un signal, rapporté à une bande passante de 1 Hz. On distingue la densité de puissance, exprimée en V²/Hz, de la densité de tension, exprimée en V/√Hz.
La densité spectrale de bruit est généralement utilisée pour spécifier les exigences de bruit d'un composant ou d'un système électronique.

## Formules

### Bruit blanc
La densité spectrale de puissance d'un bruit blanc peut se calculer suivant cette formule :
S = P / ΔF (V²/Hz)
P est la puissance de bruit
ΔF est la bande passante
Le bruit thermique dans une résistance est typiquement un bruit blanc, exprimé suivant la formule S = 4 k T R
La densité spectrale de tension d'un bruit blanc s'exprime :
N = √S = U / √ΔF (V/√Hz)
La tension efficace de bruit s'exprime :
E = N x √ΔF (V)
E est la tension efficace (également appelée tension rms)

### Bruit dans un circuit
Le bruit dans un circuit de gain unitaire est calculé comme la somme des puissances de bruit, ou la somme quadratique des tensions de bruit :
Stot = S1 +... + Si
Ntot = √(N1² +... + Ni²)
i représente le nombre de sources de bruit du circuit
Dans le cas de circuits à gain non unitaires (c'est-à-dire la plupart des cas), la méthode est de calculer le bruit ramené en sortie (ou en entrée), ceci en multipliant (ou divisant) le bruit dans une partie A du circuit par le gain du circuit entre le point A et la sortie (ou l'entrée).

## Applications
Ce genre d'information est important lors du choix de composants électroniques ou mécaniques.
Par exemple, un accéléromètre de 14 bits de résolution sur une échelle de ± 1 g mais avec un bruit plus élevé qu'un autre à 12 bits en µg/√Hz donnera certes des valeurs à 0,122 mg près, mais ne pourra peut-être pas rivaliser avec ce modèle de 12 bits de résolution qui aura un bruit inférieur. En effet, si sur la même échelle ± 1 g le modèle 12 bits est précis à 2 mg près en éliminant la partie bruitée et le modèle 14 bits est précis à 2,5 mg près en éliminant la partie bruitée, on comprend bien l'importance de ce facteur qui rend le modèle à 12bits plus intéressant.